# Перелік ракетних ударів під час російського вторгнення (літо 2024)
Перелік ракетних ударів які завдають обидві сторони війни під час російського вторгнення в Україну, інформація про які була опублікована у відкритих джерелах.
Без ударів некерованими ракетами авіації, артилерії, РСЗВ та комплексів С-300.

## Засоби ураження
| назва      | назва         | носій          | тип                                                 | створено | дальність | бойова частина          | КІВ       |
| ---------- | ------------- | -------------- | --------------------------------------------------- | -------- | --------- | ----------------------- | --------- |
| Shahed 136 | —             | —              | дрон-камікадзе                                      | 2020     | 2500 км   | 46,5 кг (51 кг серія К) | 5-15 м    |
| Х-31       | —             | авіація        | авіаційна ракета класу «повітря-поверхня»           | 1988     | 110 км    | 87 кг                   | 10-15 м   |
| 5В55       | —             | С-300          | зенітна ракета                                      | 1970     | 75 км     | 130 кг                  | 50-100 м  |
| 48Н6       | —             | С-300, С-400   | зенітна ракета                                      | 1990     | 150 км    | 145 кг                  | 30-50 м   |
| Х-35       | «Звєзда»      | авіація        | крилата протикорабельна ракета                      | 1973     | 300 км    | 145 кг                  | 5-10 м    |
| Х-59       | «Овод»        | авіація        | авіаційна ракета класу «повітря-поверхня»           | 1975     | 45 км     | 148 кг                  | 10-20 м   |
| 48Н6М      | —             | С-300, С-400   | зенітна ракета                                      | 2007     | 200 км    | 150 кг                  | 10-30 м   |
| 48Н6ДМ     | —             | С-300, С-400   | зенітна ракета                                      | 2007     | 250 км    | 180 кг                  | 10-20 м   |
| Х-38       | —             | авіація        | авіаційна ракета класу «повітря-поверхня»           | 2012     | 40 км     | 250 кг                  | 5-10 м    |
| 3М55       | П-800 «Онікс» | флот           | універсальна протикорабельна ракета                 | 1987     | 600 км    | 300 кг                  | 10-20 м   |
| 3M22       | «Циркон»      | флот           | протикорабельна крилата ракета                      | 2021     | 1000 км   | 300 кг                  | 5-10 м    |
| Х-69       | —             | авіація        | крилата ракета класу «повітря-поверхня»             | 2022     | 290 км    | 310 кг                  | 10-20 м   |
| Х-29       | —             | авіація        | авіаційна ракета класу «повітря-земля»              | 1980     | 30 км     | 317 кг                  | 5-20 м    |
| Х-101      | —             | Ту-95, Ту-160  | стратегічна крилата ракета класу «повітря-поверхня» | 1999     | 5500 км   | 400 кг                  | 10-20 м   |
| 3М14       | «Калібр»      | флот           | крилата ракета                                      | 2012     | 2600 км   | 450 кг                  | 10-20 м   |
| 9М723      | «Іскандер»    | «Іскандер-М»   | балістична ракета класу «поверхня-поверхня»         | 2011     | 400 км    | 480 кг                  | 5-10 м    |
| 9М728      | «Іскандер»    | «Іскандер-К»   | крилата ракета класу «поверхня-поверхня»            | 2008     | 500 км    | 480 кг                  | 5-7 м     |
| 9М729      | «Іскандер»    | «Іскандер-К»   | крилата ракета класу «поверхня-поверхня»            | 2018     | 1500 км   | 480 кг                  | 5-7 м     |
| 9М79       | «Точка»       | 9К79 «Точка»   | ракета тактичного ракетного комплексу               | 1973     | 70 км     | 482 кг                  | 100-150 м |
| 9М79-1     | «Точка-У»     | 9К79 «Точка-У» | ракета тактичного ракетного комплексу               | 1989     | 120 км    | 482 кг                  | 30-50 м   |
| KN-23      | Hwasong-11Ga  | —              | тактична балістична ракета                          | 2018     | 550 км    | 500 кг                  | 5-10 м    |
| Х-47М2     | «Кинджал»     | МіГ-31К        | аеробалістична ракета                               | 2017     | 2000 км   | 500 кг                  | 10-20 м   |
| Х-22       | «Буря»        | Ту-22          | крилата протикорабельна ракета                      | 1962     | 330 км    | 950 кг                  | 500-700 м |

## Ракетні удари

### Червень
Зафіксовано щонайменше 140 ракет з російського боку. 86 ракет було перехоплено силами ППО, щонайменше 1 ракета передчасно впала/не здетонувала.
1 червня 2024 року було перше застосування ЗСУ наданої США зброї по РФ, щонайменше 8 ракет було випущено вночі з M142 HIMARS по Бєлгородській області. 7 червня вночі під час обстрілу було вперше збито крилату ракету Х-101 з касетною бойовою частиною.
| Удари завдані Україною | Удари завдані Україною | Удари завдані Україною      | Удари завдані Україною                                          | дата       | Удари завдані Росією                                     | Удари завдані Росією            | Удари завдані Росією | Удари завдані Росією | Удари завдані Росією                                                 |
| регіон                 | місце                  | ракети                      | влучання                                                        | дата       | регіон                                                   | місце                           | ракети               | ракети               | влучання, загиблі/поранені                                           |
| ---------------------- | ---------------------- | --------------------------- | --------------------------------------------------------------- | ---------- | -------------------------------------------------------- | ------------------------------- | -------------------- | -------------------- | -------------------------------------------------------------------- |
| Донецька обл.          | Кадіївка               | ракета GMLRS                | не встановлено                                                  | 01.06.2024 | південь, центр та захід України                          | південь, центр та захід України | 0/4                  | Іскандер-М           | цивільна та енергетична інфраструктура                               |
| Донецька обл.          | Соледар                | ракета GMLRS                | військова інфраструктура                                        | 01.06.2024 | південь, центр та захід України                          | південь, центр та захід України | 30/35                | Х-101*               | цивільна та енергетична інфраструктура                               |
| РФ, Бєлгородська обл.  | РФ, Бєлгородська обл.  | ракета GMLRS                | військова інфраструктура                                        | 01.06.2024 | південь, центр та захід України                          | південь, центр та захід України | 4/10                 | Калібр               | цивільна та енергетична інфраструктура                               |
|                        |                        |                             |                                                                 | 01.06.2024 | південь, центр та захід України                          | південь, центр та захід України | 0/3                  | Х-59/69              | цивільна та енергетична інфраструктура                               |
| 1/1                    | Іскандер-К             | перехоплено українською ППО |                                                                 | 01.06.2024 | південь, центр та захід України                          | південь, центр та захід України |                      |                      |                                                                      |
| РФ, Шопине             | РФ, Шопине             | ракета GMLRS                | військова інфраструктура                                        | 02.06.2024 | РФ, Новоаннінський р-н                                   | РФ, Новоаннінський р-н          | 1/1                  | —                    | уламки ракети знайшдено 2 червня у Волгоградській обл.               |
|                        |                        |                             |                                                                 | 02.06.2024 | Харківська обл.                                          | Харківська обл.                 | 0/1                  | Іскандер-К           | не встановлено                                                       |
| РФ, Бєлгородська обл.  | РФ, Бєлгородська обл.  | ракета GMLRS                | відомо про ураження засобів комплексу ППО С-400                 | 03.06.2024 | Одеська обл.                                             | Одеська обл.                    | 0/1                  | Іскандер-М           | не встановлено                                                       |
| РФ, Бєлгородська обл.  | РФ, Бєлгородська обл.  | M30 DPICM                   | не встановлено                                                  | 04.06.2024 | Дніпропетровська обл.                                    | Дніпро                          | 2/2                  | Іскандер-К           | перехоплено українською ППО, ураження уламками житла, жертви: 0/6    |
| Харківська обл.        | Харківська обл.        | ракета GMLRS                | особовий склад, фортифікації                                    | 06.06.2024 | Дніпропетровська обл.                                    | Дніпропетровська обл.           | 0/2                  | Іскандер-М           | не встановлено                                                       |
| Херсонська обл.        | Херсонська обл.        | ракета GMLRS                | особовий склад                                                  | 07.06.2024 | Україна                                                  | Україна                         | 5/5                  | Х-101*               | перехоплено українською ППО                                          |
| Луганська обл.         | Луганськ               | MGM-140A                    | військова інфраструктура                                        | 07.06.2024 |                                                          |                                 |                      |                      |                                                                      |
| південь України        | південь України        | M31                         | військова інфраструктура, особовий склад                        | 07.06.2024 |                                                          |                                 |                      |                      |                                                                      |
|                        |                        |                             |                                                                 | 08.06.2024 | Україна                                                  | Україна                         | 1/1                  | Х-59                 | перехоплено українською ППО                                          |
| РФ, Центральноє        | РФ, Центральноє        | ракета GMLRS                | військова інфраструктура, склад боєприпасів                     | 09.06.2024 |                                                          |                                 |                      |                      |                                                                      |
| РФ, Шебекінський р-н   | РФ, Шебекінський р-н   | ракета GMLRS                | удар по базі відпочинку у користуванні військових               | 09.06.2024 |                                                          |                                 |                      |                      |                                                                      |
| Луганська обл.         | Луганська обл.         | ракета GMLRS                | позиція з комплексом ППО Панцир-С1                              | 10.06.2024 | Миколаївська обл.                                        | Баштанський р-н                 | 0/1                  | —                    | пошкоджено будинки та авто                                           |
| АР Крим                | Велике                 | —                           | відомо про ракетний удар по позиціях комплексу ППО С-300        | 10.06.2024 |                                                          |                                 |                      |                      |                                                                      |
| АР Крим                | Рубинівка              | —                           | відомо про ракетний удар по позиціях комплексу ППО С-400 та ін. | 10.06.2024 |                                                          |                                 |                      |                      |                                                                      |
| АР Крим                | Чорноморське           | —                           | відомо про ракетний удар по засобах ППО                         | 10.06.2024 |                                                          |                                 |                      |                      |                                                                      |
| РФ, Борисівка          | РФ, Борисівка          | ракета GMLRS                | відомо про ракетну атаку по військовому об'єкту                 | 11.06.2024 | Дніпропетровська обл.                                    | Дніпропетровська обл.           | 2/2                  | Х-59/69              | перехоплено українською ППО                                          |
| Севастополь            | Севастополь            | —                           | відомо про ураження засобів ППО                                 | 12.06.2024 | центр та схід України                                    | центр та схід України           | 4/4                  | Х-101*               | перехоплено українською ППО                                          |
| АР Крим                | Верхньосадове          | —                           | атака по позиції ЗРК С-400                                      | 12.06.2024 | центр та схід України                                    | центр та схід України           | 1/1                  | Х-47М                | перехоплено українською ППО                                          |
|                        |                        |                             |                                                                 | 12.06.2024 | Київська обл.                                            | Васильків                       | 0/1                  | Іскандер-К           | влучання у промисловий об'єкт, внаслідок чого сталася пожежа         |
| Дніпропетровська обл.  | Кривий Ріг             | 0/1                         | —                                                               | 12.06.2024 | влучання у адмінбудівлю та житловий сектор, жертви: 9/29 |                                 |                      |                      |                                                                      |
| Україна                | Україна                | ракета GMLRS                | удар по позиції САУ                                             | 13.06.2024 | Миколаївська обл.                                        | Миколаївський р-н               | 0/1                  | —                    | ракета впала на відкриту територію                                   |
|                        |                        |                             |                                                                 | 14.06.2024 | Україна                                                  | Україна                         | 7/10                 | Х-101*               | не встановлено                                                       |
| 0/3                    | Іскандер-М             |                             |                                                                 | 14.06.2024 | Україна                                                  | Україна                         |                      |                      | не встановлено                                                       |
| Хмельницька обл.       | Старокостянтинів       | 0/1                         | Х-47М                                                           | 14.06.2024 |                                                          |                                 |                      |                      | не встановлено                                                       |
| Луганська обл.         | Білогорівка            | ракета GMLRS                | 2С4 «Тюльпан»                                                   | 15.06.2024 | Харківська обл.                                          | Куп'янськ-Вузловий              | 0/1                  | Х-38МЛ               | російськими медіа було опубліковане відео ракетного удару по мосту   |
| Харківська обл.        | Вовчанськ              | ракета GMLRS                | військова інфраструктура, особовий склад                        | 17.06.2024 | Полтавська обл.                                          | Полтавський р-н                 | 0/1                  | —                    | обстріл житлових будинків та цивільної інфраструктури, жертви: 0/22  |
|                        |                        |                             |                                                                 | 20.06.2024 | Україна                                                  | Україна                         | 4/4                  | Х-101*               | перехоплено українською ППО, наслідки влучання не встановлено        |
| 0/3                    | Іскандер-М             |                             |                                                                 | 20.06.2024 | Україна                                                  | Україна                         |                      |                      | перехоплено українською ППО, наслідки влучання не встановлено        |
| 1/2                    | Х-59                   |                             |                                                                 | 20.06.2024 | Україна                                                  | Україна                         |                      |                      | перехоплено українською ППО, наслідки влучання не встановлено        |
| Луганська обл.         | Первомайськ            | ракета GMLRS                | особовий склад                                                  | 21.06.2024 | Кіровоградська обл.                                      | Кіровоградська обл.             | 4/4                  | Х-59/69              | перехоплено українською ППО                                          |
| РФ, Єйськ              | РФ, Єйськ              | —                           | внаслідок удару по полігону було знищено понад сотню дронів     | 21.06.2024 | Херсонська обл.                                          | Херсонська обл.                 | 4/4                  | Х-59/69              | перехоплено українською ППО                                          |
| Донецька обл.          | Маріуполь              | —                           | ймовірний ракетний удар по військовому об'єкту                  | 22.06.2024 | Україна                                                  | Україна                         | 7/10                 | Х-101*               | пошкоджено об’єкти цивільної та енергетичної інф-ри, жертви: 1/1     |
| РФ, Дубове             | РФ, Дубове             | ракета GMLRS                | відомо про знищення ЗРК Панцирь-С1 ракетний ударом              | 22.06.2024 | Україна                                                  | Україна                         | 1/2                  | Іскандер-К           | пошкоджено об’єкти цивільної та енергетичної інф-ри, жертви: 1/1     |
|                        |                        |                             |                                                                 | 22.06.2024 | Україна                                                  | Україна                         | 4/4                  | Калібр               | перехоплено українською ППО                                          |
| Запорізька обл.        | Бурчак                 | M30 DPICM                   | військова інфраструктура, особовий склад                        | 23.06.2024 | Київська обл.                                            | Київська обл.                   | 2/3                  | Калібр               | перехоплено українською ППО, наслідки влучання не встановлено        |
| Севастополь            | Севастополь            | MGM-140A                    | ймовірна атака на засоби ППО поруч із пляжем                    | 24.06.2024 | Одеська обл.                                             | Одеса                           | 1/2                  | Іскандер-К           | одна з ракет влучила у об'єкт цивільної інфраструктури               |
| АР Крим                | Вітине                 | —                           | 40-й окремий командно-вимірювальний комплекс (в/ч 81415)        | 24.06.2024 | Донецька обл.                                            | Покровськ                       | 0/2                  | Іскандер-М           | удар по житлових будинках і залізничній інфраструктурі, жертви: 5/41 |
| РФ, Бєлгородська обл.  | РФ, Бєлгородська обл.  | ракета GMLRS                | відомо про ракетний удар по пункту дислокації військових РФ     | 24.06.2024 |                                                          |                                 |                      |                      |                                                                      |
| РФ, Бєлгород           | РФ, Бєлгород           | —                           | російською владою заявлено про масований нічний обстріл міста   | 25.06.2024 |                                                          |                                 |                      |                      |                                                                      |
| Донецька обл.          | Донецька обл.          | ракета GMLRS                | 25.06.24 опубліковані наслідки ураження ЗРК Панцирь-С1          | 25.06.2024 |                                                          |                                 |                      |                      |                                                                      |
| РФ, Бєлгородський р-н  | РФ, Бєлгородський р-н  | ракета GMLRS                | відомо про ракетний удар по засобах ППО                         | 26.06.2024 | південь України                                          | південь України                 | 0/2                  | —                    | влучання по пустій ділянці та цивільному об'єкту                     |
| РФ, Стропиці           | РФ, Стропиці           | ракета GMLRS                | удар по військовій інфраструктурі                               | 26.06.2024 |                                                          |                                 |                      |                      |                                                                      |
|                        |                        |                             |                                                                 | 27.06.2024 | Україна                                                  | Україна                         | 4/4                  | Калібр               | перехоплено українською ППО                                          |
| 1/1                    | Х-59/69                | перехоплено українською ППО |                                                                 | 27.06.2024 | Україна                                                  | Україна                         |                      |                      |                                                                      |
| Хмельницька обл.       | Хмельницька обл.       | 0/1                         | Х-47М                                                           | 27.06.2024 | наслідки влучання не встановлено                         |                                 |                      |                      |                                                                      |
| 28.06.2024             | Дніпропетровська обл.  | Дніпро                      | 0/1                                                             | —          | влучання ракети у житлову багатоповерхівку, жертви: 3/12 |                                 |                      |                      |                                                                      |
| 28.06.2024             | Одеська обл.           | Одеська обл.                | 0/1                                                             | Іскандер-М | влучання у пшеничне поле, жертви: 0/0                    |                                 |                      |                      |                                                                      |
| Донецька обл.          | Красна Поляна          | ракета GMLRS                | розрахунки БпЛА                                                 | 29.06.2024 | Запорізька обл.                                          | Вільнянськ                      | 0/1                  | —                    | влучання у житлові та торгові будинки, жертви: 7/36                  |
| АР Крим                | Щолкіне                | —                           | військова інфраструктура                                        | 30.06.2024 | Київ                                                     | Київ                            | 0/1                  | —                    | пошкодження уламками житлового будинку, жертви: 0/2                  |
| Луганська обл.         | Первомайськ            | ракета GMLRS                | військова інфраструктура                                        | 30.06.2024 | Одеська обл.                                             | Одеська обл.                    | 0/1                  | Іскандер-М           | не встановлено, жертви: 0/0                                          |
| Херсонська обл.        | Генічеськ              | —                           | командний пункт                                                 | 30.06.2024 |                                                          |                                 |                      |                      |                                                                      |
| дата не встановлена    |                        |                             |                                                                 |            |                                                          |                                 |                      |                      |                                                                      |
| Донецька обл.          | Донецьк                | ракета GMLRS                | ЗРК Панцирь-С1                                                  | літо 2024  |                                                          |                                 |                      |                      |                                                                      |

*Х-101/Х-555/Х-55

### Липень
- Масований ракетний обстріл України 8 липня 2024

Зафіксовано щонайменше 113 ракет з російського боку, 61 ракету було перехоплено силами ППО, щонайменше 3 ракети передчасно впали/не здетонували.
| Удари завдані Україною | Удари завдані Україною | Удари завдані Україною | Удари завдані Україною                                | дата                                                                        | Удари завдані Росією                                                               | Удари завдані Росією  | Удари завдані Росією | Удари завдані Росією | Удари завдані Росією                                                                |
| регіон                 | місце                  | ракети                 | влучання                                              | дата                                                                        | регіон                                                                             | місце                 | ракети               | ракети               | влучання, загиблі/поранені                                                          |
| ---------------------- | ---------------------- | ---------------------- | ----------------------------------------------------- | --------------------------------------------------------------------------- | ---------------------------------------------------------------------------------- | --------------------- | -------------------- | -------------------- | ----------------------------------------------------------------------------------- |
| Севастополь            | Севастополь            | —                      | відомо про ракетний удар по військових об'єктах       | 01.07.2024                                                                  | Дніпропетровська обл.                                                              | Дніпро                | 0/1                  | —                    | пошкоджено житлові будинки, супермаркет, крамниці та школи, жертви: 0/7             |
|                        |                        |                        |                                                       | 01.07.2024                                                                  | Полтавська обл.                                                                    | Миргород              | 0/2                  | Іскандер-М           | влучання по Су-27 (за іншими даними по двох Су-27) та пошкодження інших             |
| 02.07.2024             | Полтава                | 0/1                    | Іскандер-М                                            | ракетний удар касетною б/ч по аеродрому у спробі пошкодити гелікоптер Мі-24 | Полтавська обл.                                                                    |                       |                      |                      |                                                                                     |
| Донецька обл.          | Донецька обл.          | ракета GMLRS           | особовий склад                                        | 03.07.2024                                                                  | Полтавська обл.                                                                    | Полтавська обл.       | 0/1                  | —                    | атаковано газову інф-ру АТ «Укргазвидобування» у області, жертви: 1/3               |
| Запорізька обл.        | Запорізька обл.        | ракета GMLRS           | РЛС «Небо-СВУ»                                        | 03.07.2024                                                                  | Дніпропетровська обл.                                                              | Дніпро                | 1/3                  | Іскандер-К           | пошкоджено ТЦ, медзаклад та промислові об'єкти, жертви: 8/58                        |
| АР Крим                | АР Крим                | MGM-140A               | заявлено про удар по засобах комплексу ППО С-500      | 03.07.2024                                                                  | Дніпропетровська обл.                                                              | Дніпро                | 4/4                  | Х-59                 | пошкоджено ТЦ, медзаклад та промислові об'єкти, жертви: 8/58                        |
|                        |                        |                        |                                                       | 03.07.2024                                                                  | Дніпропетровська обл.                                                              | Кривий Ріг            | 0/1                  | Іскандер-М           | відомо про ракетний удар по аеродрому Довгинцеве                                    |
| схід України           | схід України           | ракета GMLRS           | розрахунок БпЛА                                       | 04.07.2024                                                                  | Одеська обл.                                                                       | Одеська обл.          | 0/1                  | Іскандер-М           | ворог наніс ракетний удар по портовій інфраструктурі Одещини, жертви: 1/7           |
| РФ, Бєлгородська обл.  | РФ, Бєлгородська обл.  | MGM-140A               | заявлено про удар по укріпленнях, особовому складу    | 05.07.2024                                                                  | Полтавська обл.                                                                    | Миргород              | 0/1                  | Іскандер-М           | було опубліковане відео ураження засобів комплексу ППО С-300                        |
|                        |                        |                        |                                                       | 05.07.2024                                                                  | Україна                                                                            | Україна               | 5/5                  | Х-59                 | перехоплено українською ППО                                                         |
| 4/4                    | Х-59/69                |                        |                                                       | 05.07.2024                                                                  | Україна                                                                            | Україна               |                      |                      | перехоплено українською ППО                                                         |
| 06.07.2024             | Одеська обл.           | Одеська обл.           | 0/1                                                   | —                                                                           | заявлене ураження засобів ППО                                                      |                       |                      |                      |                                                                                     |
| Запорізька обл.        | Мелітополь             | ракета GMLRS           | військова інфраструктура, аеродром, 96К6 «Панцирь-С1» | 07.07.2024                                                                  | Сумська обл.                                                                       | Стецьківка            | 0/1                  | —                    | пошкоджений об’єкт критичної інфраструктури                                         |
| РФ, Бєлгородська обл.  | РФ, Бєлгородська обл.  | ракета GMLRS           | ЗРК «Бук»                                             | 07.07.2024                                                                  | Дніпропетровська обл.                                                              | Павлоград             | 0/1                  | —                    | ракетні уламки пошкодили 4 приватні будинки                                         |
| РФ, Бєлгород           | РФ, Бєлгород           | ракета GMLRS           | атака по управлінню МВС у Бєлгородській області       | 08.07.2024                                                                  | Україна                                                                            | Україна               | 3/4                  | Х-101*               | частина ракет перехоплена українською ППО                                           |
|                        |                        |                        |                                                       | 08.07.2024                                                                  | Україна                                                                            | Україна               | 0/2                  | Іскандер-М           | частина ракет перехоплена українською ППО                                           |
| Київ                   | Київ                   | 30/38                  | —                                                     | 08.07.2024                                                                  | влучання у житлові будинки, пологовий будинок та дитячий медзаклад, жертви: 33/121 |                       |                      |                      |                                                                                     |
| Дніпропетровська обл.  | Дніпро                 | 30/38                  | —                                                     | 08.07.2024                                                                  | пошкоджень зазнали багатоповерхівка, підприємство та СТО, жертви: 1/6              |                       |                      |                      |                                                                                     |
| Дніпропетровська обл.  | Кривий Ріг             | 30/38                  | —                                                     | 08.07.2024                                                                  | влучання у житлову та адмінбудівлю промислового підприємства, жертви: 11/47        |                       |                      |                      |                                                                                     |
| Донецька обл.          | Покровськ              | 30/38                  | —                                                     | 08.07.2024                                                                  | відомо про влучання у підприємство, жертви: 3/?                                    |                       |                      |                      |                                                                                     |
| Донецька обл.          | Краматорськ            | 30/38                  | —                                                     | 08.07.2024                                                                  | внаслідок ракетного удару сталися руйнування в промисловій зоні, жертви: 0/0       |                       |                      |                      |                                                                                     |
| Миколаївська обл.      | Миколаївська обл.      | 0/1                    | —                                                     | 08.07.2024                                                                  | російська ракета влучила по території фермерського господарства, жертви: 0/2       |                       |                      |                      |                                                                                     |
| РФ, Калмикія           | РФ, Калмикія           | 1/1                    | Калібр                                                | 08.07.2024                                                                  | відомо про ракету що передчасно впала на російській території                      |                       |                      |                      |                                                                                     |
| Донецька обл.          | Донецьк                | AGM-88                 | не встановлено                                        | 09.07.2024                                                                  |                                                                                    |                       |                      |                      |                                                                                     |
| Донецька обл.          | Донецьк                | ракета GMLRS           | не встановлено                                        | 10.07.2024                                                                  | Україна                                                                            | Україна               | 3/5                  | —                    | частина ракет перехоплена українською ППО                                           |
|                        |                        |                        |                                                       | 10.07.2024                                                                  | Миколаївська обл.                                                                  | Вознесенськ           | 0/1                  | —                    | удар по складах, пошкоджено приватні будинки та авто, жертви: 1/8                   |
| схід України           | схід України           | ракета GMLRS           | склад боєприпасів                                     | 11.07.2024                                                                  | Сумська обл.                                                                       | Сумська обл.          | 0/2                  | Іскандер-М           | не встановлено                                                                      |
| Донецька обл.          | Донецька обл.          | ракета GMLRS           | особовий склад                                        | 11.07.2024                                                                  | Україна                                                                            | Україна               | 5/5                  | Х-101*               | перехоплено українською ППО                                                         |
| Донецька обл.          | Донецька обл.          | ракета GMLRS           | ЗРК «Тор»                                             | 11.07.2024                                                                  |                                                                                    |                       |                      |                      |                                                                                     |
| Донецька обл.          | Донецьк                | —                      | військова інфраструктура                              | 12.07.2024                                                                  |                                                                                    |                       |                      |                      |                                                                                     |
| Донецька обл.          | Маріуполь              | MGM-140A               | засоби комплеку ППО С-300                             | 12.07.2024                                                                  |                                                                                    |                       |                      |                      |                                                                                     |
|                        |                        |                        |                                                       | 13.07.2024                                                                  | Харківська обл.                                                                    | Буди                  | 0/1                  | —                    | завдано удару по залізничних об'єктах та рухомому складу                            |
| 14.07.2024             | схід України           | схід України           | 2/2                                                   | Х-59/69                                                                     | перехоплено українською ППО                                                        |                       |                      |                      |                                                                                     |
| Донецька обл.          | Маріупольський р-н     | M39                    | засоби комплеку ППО С-300                             | 15.07.2024                                                                  | Одеська обл.                                                                       | Одеса                 | 0/1                  | Іскандер             | ворогом було опубліковане відео удару по аеродрому                                  |
|                        |                        |                        |                                                       | 15.07.2024                                                                  | Херсонська обл.                                                                    | Херсонська обл.       | 0/1                  | Х-38МЛ               | ворогом було опубліковане відео удару по зруйнованій будівлі                        |
| Херсонська обл.        | Бургунка               | 0/1                    | Х-39 ЛМУР                                             | 15.07.2024                                                                  | ворогом було опубліковане відео удару по приватному житловому будинку              |                       |                      |                      |                                                                                     |
| 16.07.2024             | Одеська обл.           | Одеська обл.           | 0/1                                                   | —                                                                           | було повідомлено про балістичний ракетний удар, наслідки не встановлені            |                       |                      |                      |                                                                                     |
| 16.07.2024             | Харківська обл.        | Пересічне              | 0/1                                                   | —                                                                           | удар по військовому полігону                                                       |                       |                      |                      |                                                                                     |
| 18.07.2024             | Україна                | Україна                | 2/2                                                   | Х-59/69                                                                     | перехоплено українською ППО                                                        |                       |                      |                      |                                                                                     |
| 18.07.2024             | Україна                | Україна                | 0/1                                                   | Х-35                                                                        | не встановлено                                                                     |                       |                      |                      |                                                                                     |
| 18.07.2024             | Одеська обл.           | Одеса                  | 1/1                                                   | Іскандер                                                                    | було заявлено про збиття балістичної ракети                                        |                       |                      |                      |                                                                                     |
| Луганська обл.         | Луганськ               | MGM-140A               | військова інфраструктура                              | 19.07.2024                                                                  | Одеська обл.                                                                       | Одеська обл.          | 0/1                  | Х-31ПД               | не встановлено                                                                      |
|                        |                        |                        |                                                       | 19.07.2024                                                                  | Миколаївська обл.                                                                  | Миколаїв              | 0/1                  | Х-59/69              | влучання у двір житлових багатоповерхівок, жертви: 3/5                              |
| Миколаївська обл.      | Миколаївська обл.      | 0/1                    | Х-59/69                                               | 19.07.2024                                                                  | влучання у фермерське господарство у селі Мішково-Погорілове                       |                       |                      |                      |                                                                                     |
| 20.07.2024             | Харківська обл.        | Харківська обл.        | 0/4                                                   | Іскандер                                                                    | російський обстріл пошкодив контактну мережу на виїзді з Харкова, жертви: 0/4      |                       |                      |                      |                                                                                     |
| 20.07.2024             | Харківська обл.        | Барвінкове             | 0/4                                                   | Іскандер                                                                    | відомо про обстріл залізничної станції міста та житлових будинків, жертви: 2/0     |                       |                      |                      |                                                                                     |
| АР Крим                | Новостепове            | MGM-140A               | військова інфраструктура                              | 21.07.2024                                                                  | Україна                                                                            | Україна               | 0/3                  | Іскандер-М           | наслідки влучання не встановлено                                                    |
|                        |                        |                        |                                                       | 21.07.2024                                                                  | Україна                                                                            | Україна               | 0/2                  | Х-59/69              | наслідки влучання не встановлено                                                    |
| Донецька обл.          | Оленівка               | ракета GMLRS           | ЗРК «Тор»                                             | 22.07.2024                                                                  | Харківська обл.                                                                    | Дергачі               | 0/1                  | Іскандер             | влучання по навчально-виховному комплексу інтернатного типу                         |
| Донецька обл.          | Донецька обл.          | ракета GMLRS           | 1К148 «Ястреб-АВ»                                     | 22.07.2024                                                                  | Одеська обл.                                                                       | Одеська обл.          | 0/1                  | —                    | відомо про ракетний удар у Білгород-Дніпростровському районі                        |
| Україна                | Україна                | ракета GMLRS           | 9К37М1 «Бук-М1»                                       | 23.07.2024                                                                  | Україна                                                                            | Україна               | 1/1                  | Х-69                 | внаслідок активної протидії ракета Х-69 не досягла своєї цілі                       |
| РФ, Бєлгородська обл.  | РФ, Бєлгородська обл.  | ракета GMLRS           | військова інфраструктура, особовий склад              | 24.07.2024                                                                  | Харківська обл.                                                                    | Харків                | 0/5                  | —                    | атака по будівлі організації, що займається гуманітарним розмінуванням, жертви: 0/2 |
| Донецька обл.          | Донецька обл.          | ракета GMLRS           | 96К6 «Панцир-С1»                                      | 24.07.2024                                                                  | Харківська обл.                                                                    | Харків                | 0/5                  | —                    | влучання у приватний житловий будинок, промислові та інші споруди, жертви: 0/6      |
|                        |                        |                        |                                                       | 24.07.2024                                                                  | Харківська обл.                                                                    | Лозова                | 0/1                  | Іскандер             | відбувся удар по території заводу, жертви: 3/2                                      |
| 25.07.2024             | Харків                 | 0/2                    | Іскандер                                              | відомо про обстріл Харківського бронетанкового заводу                       | Харківська обл.                                                                    |                       |                      |                      |                                                                                     |
| АР Крим                | Новофедорівка          | MGM-140A               | військова інф-ура, ураження літаків та РЛС            | 26.07.2024                                                                  | Донецька обл.                                                                      | Краматорськ           | 0/1                  | Іскандер-М           | влучання у промислову забудову                                                      |
| АР Крим                | Шовковичне             | MGM-140A               | засоби ППО                                            | 26.07.2024                                                                  |                                                                                    |                       |                      |                      |                                                                                     |
| Луганська обл.         | Луганська обл.         | MGM-140A               | полігон, особовий склад                               | 27.07.2024                                                                  | Дніпропетровська обл.                                                              | Дніпропетровська обл. | 1/1                  | Х-59/69              | перехоплено українською ППО                                                         |
|                        |                        |                        |                                                       | 28.07.2024                                                                  | Україна                                                                            | Україна               | 1/1                  | Х-59                 | перехоплено українською ППО                                                         |
| Харківська обл.        | Харків                 | 0/2                    | Х-59/35                                               | 28.07.2024                                                                  | було завдано ударів по Слобідського району міста, в тому числі по аеропорту        |                       |                      |                      |                                                                                     |
| 29.07.2024             | Дніпропетровська обл.  | Дніпропетровська обл.  | 1/1                                                   | Х-59/69                                                                     | перехоплено українською ППО                                                        |                       |                      |                      |                                                                                     |
| РФ, Курськ             | РФ, Курськ             | —                      | відомо про ракетну атаку по місту                     | 30.07.2024                                                                  |                                                                                    |                       |                      |                      |                                                                                     |
| РФ, Вози               | РФ, Вози               | —                      | заявлено про удар по нафтобазі                        | 30.07.2024                                                                  | Україна                                                                            | Україна               | 1/1                  | Х-59                 | перехоплено українською ППО                                                         |
| РФ, Курський р-н       | РФ, Курський р-н       | Р-360 «Нептун»         | атака по території в/ч 42699 та в/ч 75079             | 31.07.2024                                                                  | Київська обл.                                                                      | Київська обл.         | 1/1                  | KN-23                | ракета упала, ймовірно після вибуху в повітрі                                       |
| Луганська обл.         | Хрустальний            | MGM-140A               | не встановлено                                        | 31.07.2024                                                                  |                                                                                    |                       |                      |                      |                                                                                     |
| Донецька обл.          | Донецьк                | ракета GMLRS           | удар по евакуаційному гелікоптеру Мі-8                | 31.07.2024                                                                  |                                                                                    |                       |                      |                      |                                                                                     |

*Х-101/Х-555/Х-55

### Серпень
Зафіксовано щонайменше 223 ракети з російського боку, 126 ракет було перехоплено силами ППО, щонайменше 3 ракети не досягли своїх цілей, ще щонайменше 5 ракет було застосовано росіянами по російській території.
| Удари завдані Україною | Удари завдані Україною | Удари завдані Україною | Удари завдані Україною                          | дата                    | Удари завдані Росією                                       | Удари завдані Росією | Удари завдані Росією | Удари завдані Росією    | Удари завдані Росією                                             |
| регіон                 | місце                  | ракети                 | влучання                                        | дата                    | регіон                                                     | місце                | ракети               | ракети                  | влучання, загиблі/поранені                                       |
| ---------------------- | ---------------------- | ---------------------- | ----------------------------------------------- | ----------------------- | ---------------------------------------------------------- | -------------------- | -------------------- | ----------------------- | ---------------------------------------------------------------- |
| Донецька обл.          | Мар'їнка               | ракета GMLRS           | командний пункт                                 | 01.08.2024              | Кіровоградська обл.                                        | Кропивницький р-н    | 0/2                  | Іскандер                | не встановлено                                                   |
|                        |                        |                        |                                                 | 01.08.2024              | Дніпропетровська обл.                                      | Синельниківський р-н | 0/1                  | —                       | відомо про ймовірний ракетний удар                               |
| Харківська обл.        | Ізюм                   | 0/2+                   | Іскандер-М                                      | 01.08.2024              | відомо про удар по залізничній станції, жертви: 0/1        |                      |                      |                         |                                                                  |
| Севастополь            | Севастополь            | MGM-140A               | відомо про ракетну атаку по засобах ППО         | 02.08.2024              | Одеська обл.                                               | Одеса                | —                    | —                       | відомо про ймовірну ракетну атаку                                |
| Севастополь            | Севастополь            | MGM-140A               | удар по Б-237 «Ростов-на-Дону»                  | 02.08.2024              |                                                            |                      |                      |                         |                                                                  |
| Запорізька обл.        | Старобогданівка        | ракета GMLRS           | ЗРК «Бук»                                       | 03.08.2024              | Одеська обл.                                               | Одеська обл.         | 0/2                  | Х-31П                   | не встановлено                                                   |
| Луганська обл.         | Луганськ               | Storm Shadow           | вище військове авіаційне училище штурманів      | 04.08.2024              | Полтавська обл.                                            | Миргород             | 0/2                  | Х-59                    | залізнична інфраструктура та житлові будинки                     |
| Луганська обл.         | Луганськ               | Storm Shadow           | Луганський Машинобудівний завод                 | 04.08.2024              |                                                            |                      |                      |                         |                                                                  |
| Луганська обл.         | Луганськ               | Storm Shadow           | завод «Донец»                                   | 04.08.2024              |                                                            |                      |                      |                         |                                                                  |
| схід України           | схід України           | ракета GMLRS           | 1Л219 «Зоопарк»                                 | 05.08.2024              | Миколаївська обл.                                          | Миколаївська обл.    | 0/3                  | —                       | пошкоджено житлові будинки у сільській місцевості                |
|                        |                        |                        |                                                 | 05.08.2024              | Київська обл.                                              | Бровари              | 4/6                  | KN-23, Іскандер-М, Х-59 | збиття частини ракет і влучання по відкритій території           |
| РФ, Курська обл.       | РФ, Курська обл.       | ракета GMLRS           | особовий склад                                  | 06.08.2024              | Сумська обл.                                               | Сумський р-н         | —                    | —                       | відомо про атаку на об'єкт інфраструктури, без жертв             |
|                        |                        |                        |                                                 | 06.08.2024              | Харківська обл.                                            | Харків               | 0/1                  | Іскандер                | пошкоджені цивільні приміщення, поліклініка, авто, жертви: 1/12  |
| Сумська обл.           | Сумська обл.           | 1/1                    | —                                               | 06.08.2024              | заявлено про знищену ворожу балістичну ракету              |                      |                      |                         |                                                                  |
| Сумська обл.           | Сінне                  | 0/1                    | Іскандер                                        | 06.08.2024              | зафіксоване ураження українських засобів ППО               |                      |                      |                         |                                                                  |
| РФ, Суджанський р-н    | РФ, Суджанський р-н    | —                      | Іскандер                                        | 06.08.2024              | відомо про ракетний удар по українським наступаючим силам  |                      |                      |                         |                                                                  |
| 07.08.2024             | РФ, Новоіванівка       | РФ, Новоіванівка       | —                                               | Іскандер                | відомо про ракетний удар по українським наступаючим силам  |                      |                      |                         |                                                                  |
| Запорізька обл.        | Старобогданівка        | M30                    | військова інфраструктура, особовий склад        | 08.08.2024              | Харківська обл.                                            | Харківська обл.      | 2/4                  | Іскандер-М, Х-59        | 2 ракети Х-59 перехоплені ППО, наслідки влучання решти не відомі |
| Запорізька обл.        | Зеленопіль             | MGM-140A/M30           | удар по полігону з технікою і солдатами         | 09.08.2024              | Донецька обл.                                              | Костянтинівка        | 0/1                  | Х-38                    | влучання у супермаркет «Екомаркет», жертви: 10/35                |
| РФ, Октябрське         | РФ, Октябрське         | ракета GMLRS           | 15 одиниць транспорту, особовий склад           | 09.08.2024              |                                                            |                      |                      |                         |                                                                  |
| РФ, Курськ             | РФ, Курськ             | —                      | відомо про ураження житлового будинку           | 10.08.2024              | РФ, Шептухівка                                             | РФ, Шептухівка       | 0/1                  | Іскандер                | відомо про ракетний удар по ймовірним українським позиціям       |
| РФ, Курськ             | РФ, Курськ             | —                      | відомо про ураження місця розташування військ   | 10.08.2024              | РФ, Суджа                                                  | РФ, Суджа            | 0/1                  | Іскандер                | відомо про ракетний удар по ймовірним українським позиціям       |
|                        |                        |                        |                                                 | 11.08.2024              | Київська обл.                                              | Рожівка              | 0/4                  | KN-23                   | влучання у житловий квартал, жертви: 2/3                         |
| південь України        | південь України        | —                      | РЛС П-18                                        | 13.08.2024              | Україна                                                    | Україна              | 0/2                  | Іскандер-М/KN-23        | не встановлено                                                   |
| Запорізька обл.        | Запорізька обл.        | ракета GMLRS           | РЛС 39Н6 «Каста-2Е2»                            | 14.08.2024              | північ України                                             | північ України       | 0/2                  | Х-59/69                 | не встановлено                                                   |
|                        |                        |                        |                                                 | 14.08.2024              | Одеська обл.                                               | Одеса                | 0/1                  | Іскандер                | ракетний удар по цивільній портовій інфраструктурі, жертви: 0/2  |
| 15.08.2024             | Україна                | Україна                | 0/2                                             | Х-59                    | не встановлено                                             |                      |                      |                         |                                                                  |
| 15.08.2024             | Дніпропетровська обл.  | Павлоград              | 0/1                                             | —                       | влучання у нежитлову споруду, жертви: 0/1                  |                      |                      |                         |                                                                  |
| 15.08.2024             | Полтавська обл.        | Лубни                  | 0/2+                                            | —                       | не встановлено                                             |                      |                      |                         |                                                                  |
| 15.08.2024             | Сумська обл.           | Могриця                | 0/1                                             | Іскандер                | ймовірне ураження M142 HIMARS                              |                      |                      |                         |                                                                  |
| АР Крим                | Керч                   | —                      | ймовірна атака на поромну переправу та катер    | 16.08.2024              | Україна                                                    | Україна              | 0/3                  | Іскандер-М              | не встановлено                                                   |
| Херсонська обл.        | Херсонська обл.        | ракета GMLRS           | 96К6 «Панцир-С1»                                | 16.08.2024              | Сумська обл.                                               | Рябина               | 0/1                  | Х-35                    | ракетний удар по військовій інфраструктурі                       |
|                        |                        |                        |                                                 | 16.08.2024              | Сумська обл.                                               | Сінне                | 0/1                  | Іскандер                | макет засобів ППО                                                |
| РФ, Глушково           | РФ, Глушково           | ракета GMLRS           | міст                                            | 16.08.2024              | Дніпропетровська обл.                                      | Дніпро               | 0/1                  | —                       | не встановлено                                                   |
| РФ, Курськ             | РФ, Курськ             | Точка-У                | енергетична інфраструктура                      | 16.08.2024              | Дніпропетровська обл.                                      | Дніпро               | 0/1                  | Іскандер                | ураження літака на території аеропорту                           |
|                        |                        |                        |                                                 | 16.08.2024              | Дніпропетровська обл.                                      | Новов'язівське       | 0/1                  | —                       | спроба атаки позицій ППО                                         |
| Любимівка              | 0/1                    | Іскандер               | спроба атаки позицій ППО                        | 16.08.2024              | Дніпропетровська обл.                                      |                      |                      |                         |                                                                  |
| РФ, Тьоткіно           | РФ, Тьоткіно           | ракета GMLRS           | військова інфраструктура                        | 17.08.2024              | Сумська обл.                                               | Суми                 | 0/1                  | Х-59                    | відомо про ракетний удар на початку доби 17 серпня               |
|                        |                        |                        |                                                 | 17.08.2024              | Сумська обл.                                               | Суми                 | 0/1                  | Іскандер-К              | пошкоджені багатоквартирні будинки та ТЦ, жертви: 0/2            |
| Бездрик                | 0/1                    | —                      | ймовірне ураження M270                          | 17.08.2024              | Сумська обл.                                               |                      |                      |                         |                                                                  |
| 18.08.2024             | Київська обл.          | Броварський р-н        | 8/8                                             | Іскандер-М, KN-23, Х-59 | 5 ракет були перехоплені ППО, та 3 ракети не досягли цілей |                      |                      |                         |                                                                  |
| 20.08.2024             | Україна                | Україна                | 3/3                                             | Іскандер-К, Х-59        | перехоплено українською ППО                                |                      |                      |                         |                                                                  |
| 20.08.2024             | Сумська обл.           | Глухів                 | 0/2                                             | Іскандер-М/KN-23        | відомо про удар по енергетичній інфраструктурі району      |                      |                      |                         |                                                                  |
| 20.08.2024             | Сумська обл.           | Ямпіль                 | 0/1                                             | —                       | знищено приватний житловий будинок                         |                      |                      |                         |                                                                  |
| РФ, Глушковський р-н   | РФ, Глушковський р-н   | ракета GMLRS           | понтонні переправи                              | 21.08.2024              | Україна                                                    | Україна              | 0/2                  | Іскандер-М/KN-23        | не встановлено                                                   |
| РФ, Новошахтинськ      | РФ, Новошахтинськ      | Р-360 «Нептун»         | заявлено про атаку на засоби ППО                | 21.08.2024              | Україна                                                    | Україна              | 1/1                  | Х-59/69                 | перехоплено українською ППО                                      |
|                        |                        |                        |                                                 | 21.08.2024              | південь/схід України                                       | південь/схід України | 0/1                  | Іскандер-М              | наслідки влучання не встановлені                                 |
| Миколаївська обл.      | Березнегуватський р-н  | 0/1                    | Іскандер-М                                      | 21.08.2024              | пожежа фермерського господарства та житлових будинків      |                      |                      |                         |                                                                  |
| Запорізька обл.        | Пологівський р-н       | MGM-140A/M30           | удар по полігону з технікою і солдатами         | 22.08.2024              | Чорне море                                                 | Чорне море           | 2/2+                 | Х-31П                   | відомо про знешкодження протирадіолокаційних ракет               |
| РФ, порт Кавказ        | РФ, порт Кавказ        | Р-360 «Нептун»         | удар по залізничному порому та цистернами з ПММ | 22.08.2024              |                                                            |                      |                      |                         |                                                                  |
|                        |                        |                        |                                                 | 23.08.2024              | Україна                                                    | Україна              | 0/2                  | Іскандер-М/KN-23        | не встановлено                                                   |
| південь України        | південь України        | 0/1                    | Іскандер                                        | 23.08.2024              | ймовірне ураження макетів чи військової техніки            |                      |                      |                         |                                                                  |
| Сумська обл.           | Степанівка             | 0/1                    | —                                               | 23.08.2024              | відомо про удар по зерновій інфраструктурі, жертви: 0/3    |                      |                      |                         |                                                                  |
| Сумська обл.           | Глухів                 | 0/1                    | —                                               | 23.08.2024              | відомо про удар по зерновій інфраструктурі                 |                      |                      |                         |                                                                  |
| РФ, Нова Мельниця      | РФ, Нова Мельниця      | Р-360 «Нептун»         | влучання у склад боєприпасів                    | 24.08.2024              | Одеська обл.                                               | острів Зміїний       | 0/4                  | Х-22                    | влучання по території острова та об'єктів у Чорному морі         |
| Луганська обл.         | Сватівський р-н        | ракета GMLRS           | 1Л260 «Зоопарк-1М»                              | 24.08.2024              | Чернігівська обл.                                          | Кукшин               | 0/1                  | —                       | інформації про жертви та руйнування не надходило                 |
|                        |                        |                        |                                                 | 25.08.2024              | Україна                                                    | Україна              | 4/6                  | Іскандер, Х-59/69       | заявлено про те що більшість ракет не досягла своїх цілей        |
| Сумська обл.           | Суми                   | 0/1                    | —                                               | 25.08.2024              | приватні житлові будинки та багатоповерхівки, жертви: 1/8  |                      |                      |                         |                                                                  |
| Сумська обл.           | Гриценкове             | 0/1                    | —                                               | 25.08.2024              | заявлено як обстріл військової техніки                     |                      |                      |                         |                                                                  |
| Донецька обл.          | Краматорськ            | 0/1                    | Іскандер-М                                      | 25.08.2024              | влучання у готель з журналістами та житло, жертви: 1/6     |                      |                      |                         |                                                                  |
| Харківська обл.        | Харків                 | 0/1                    | —                                               | 25.08.2024              | обстріляно приватні житлові будинки                        |                      |                      |                         |                                                                  |
| південь/схід України   | південь/схід України   | ракета GMLRS           | ураження особового складу на полігоні, техніка  | 26.08.2024              | Україна                                                    | Україна              | 102/127              | —                       | цивільні та інші об'єкти у ході масового обстрілу, жертви: 7/47  |
|                        |                        |                        |                                                 | 26.08.2024              | Дніпропетровська обл.                                      | Кривий Ріг           | 0/5                  | Іскандер                | ракетний удар по будівлі готелю, жертви: 4/5                     |
| 27.08.2024             | Україна                | Україна                | Іскандер, Х-47М2                                | не встановлено          |                                                            |                      | 0/5                  |                         |                                                                  |
| 27.08.2024             | Україна                | Україна                | 5/5                                             | Х-101*                  | перехоплено українською ППО                                |                      |                      |                         |                                                                  |
| 27.08.2024             | Сумська обл.           | Степанівка             | 0/1                                             | —                       | заявлений удар по українським військам у лісовому масиві   |                      |                      |                         |                                                                  |
| 27.08.2024             | Сумська обл.           | Охтирка                | 0/1                                             | —                       | міст                                                       |                      |                      |                         |                                                                  |
| 27.08.2024             | РФ, Заолешенка         | РФ, Заолешенка         | 0/1                                             | —                       | заявлений обстрій українських позицій                      |                      |                      |                         |                                                                  |
| 28.08.2024             | Дніпропетровська обл.  | Кривий Ріг             | 0/1                                             | —                       | відомо про удар по цивільній інфраструктурі, жертви: 0/8   |                      |                      |                         |                                                                  |
| 28.08.2024             | Сумська обл.           | Постольне              | 0/1                                             | —                       | удар складських приміщень, ймовірне пошкодження техніки    |                      |                      |                         |                                                                  |
| 29.08.2024             | Харківська обл.        | Харківська обл.        | 2/3                                             | Х-59/69                 | наслідки влучання третьої не перехопленої ракети не відомі |                      |                      |                         |                                                                  |
| 29.08.2024             | Чернігівська обл.      | Билка                  | 0/1                                             | —                       | інформації про жертви та руйнування не надходило           |                      |                      |                         |                                                                  |
| РФ, Глушковський р-н   | РФ, Глушковський р-н   | ракета GMLRS           | мости та понтонні переправи                     | 30.08.2024              |                                                            |                      |                      |                         |                                                                  |
| Донецька обл.          | Бахмут                 | ракета GMLRS           | відомо про атаку по позиціях ворога             | 31.08.2024              | Україна                                                    | Україна              | 0/1                  | Іскандер-М              | не встановлено                                                   |

*Х-101/Х-555/Х-55